# Bundesregierung Buresch II
Die österreichische Bundesregierung Buresch II amtierte vom 29. Jänner 1931 bis 6. Mai 1932. Sie war mit der Fortführung der Geschäfte betraut bis 20. Mai 1932.  Regierungschef war Karl Buresch.
Die Weigerung des Bundeskanzlers Buresch, sich zu einem explizit „deutschen Kurs“ zu bekennen, hatte zum Bruch des Bündnisses mit den Großdeutschen geführt, und zum Minderheitskabinett Buresch II. Der Rücktritt der Regierung Buresch II Anfang Mai 1932 erfolgte unter dem Eindruck der Landtagswahlen in Wien, Niederösterreich und Salzburg am 24. April 1932, die Gewinne der Nationalsozialisten, leichte Verluste der Sozialdemokraten und schwere Verluste der bürgerlichen Parteien mit sich gebracht hatten.
| Amt                                          | Amtsinhaber | Partei   |
| -------------------------------------------- | --- | -------- |
| Bundeskanzler                                | Karl Buresch | CSP      |
| Vizekanzler                                  | Franz Winkler (mit der sachlichen Leitung der inneren Angelegenheiten betraut)                                          | Landbund |
| Bundeskanzleramt                             | Bundesminister Franz Bachinger (mit der sachlichen Leitung der auswärtigen Angelegenheiten betraut, ab 4. Februar 1932) | CSP      |
| Bundesminister für Justiz                    | Kurt Schuschnigg | CSP      |
| Bundesminister für Unterricht                | Emmerich Czermak | CSP      |
| Bundesminister für soziale Verwaltung        | Josef Resch | CSP      |
| Bundesminister für Finanzen                  | Emanuel Weidenhoffer | CSP      |
| Bundesminister für Land- und Forstwirtschaft | Engelbert Dollfuß | CSP      |
| Bundesminister für Handel und Verkehr        | Eduard Heinl | CSP      |
| Bundesminister für Heereswesen               | Carl Vaugoin | CSP      |